# Bernard Randolph
Bernard Randolph (getauft 1643 in Canterbury, gestorben vermutlich nach 1689) war ein englischer Kaufmann und Autor zweier Bücher über Griechenland.

## Leben
Er war der Sohn des Arztes Edmund Randolph (1600–1649) und seiner Frau Deborah (geb. Master), Besitzer des Guts Lessenden bei Biddenden in Kent. Sein älterer Bruder war Edward Randolph (* um 1632; † 1703), der als Auswanderer in Neuengland in hohe Positionen aufstieg. Ihn vertrat er dort 1683 in seinem Amt als Hauptzöllner (Deputy Collector) von Massachusetts, doch begegneten die Kolonisten ihm – wie zuvor seinem Bruder – mit einer solchen Feindseligkeit, dass er schon nach wenigen Monaten nach England zurückkehrte und eine Beschwerde bei der Schatzkammer einreichte. Seinen Posten übernahm unterdessen ein weiterer Bruder, Gyles Randolph, der jedoch kurz darauf verstarb, so dass Bernard Randolph 1684 ein weiteres Mal für kurze Zeit nach Massachusetts kam, um das Amt auszufüllen.
Er selbst wurde Kaufmann und handelte vor allem mit dem Mittelmeerraum. 1664 ließ er sich in Smyrna nieder. 1671–1679 lebte er in Griechenland und veröffentlichte 1686–87 zwei Bücher über seine Reisen, eines über den Peloponnes, eine über die Ägäischen Inseln. Sein besonderes Interesse galt dabei dem politischen Konflikt zwischen den Venezianern und den Osmanen, die zu dieser Zeit um die Vorherrschaft in Griechenland rangen. Seine illustrierten Schriften trugen aber auch dazu bei, das Wissen um die antiken Ruinenstätten in Griechenland zu bereichern, zudem stammt von ihm eine der ersten Beschreibungen und Ansichten der Ruinen von Mystras in der westlichen Literatur.
1686 erhielt er für die Karten der Morea, die er gefertigt hatte, Patentschutz, so dass sie von niemand anderem nachgedruckt werden durften. Im folgenden Jahr erschien sein Werk über die Morea in niederländischer Sprache in Amsterdam.
Sein Werk wurde 1854 von Marquis Léon de Laborde kritisiert, der ihm vorwarf, nach dem Hörensagen Teile seines Werkes verfasst zu haben, insbesondere aber unterstellte er ihm, er habe Teile seines Werkes bei Spon und Wheler abgeschrieben. Dabei bezog er sich wohl auf George Wheler, Jacob Spon: A Journey Into Greece, in Company of Dr. Spon of Lyons, 1682 oder auf die französische Ausgabe von 1679.

## Werke
- The Present State of the Morea, Called Anciently Peloponnesus: Together with a Description of the City of Athens, Islands of Zant, Strafades, and Sergio. London 1686. (Digitalisat der 3. Auflage 1689 bei Google Books)
- The Present State of the Islands in the Archipelago, or Arches, Sea of Constantinopole, and Gulph of Smyrna; With the Islands of Candia, and Rhodes. Oxford 1687.

## Sekundärliteratur
- Richard R. Johnson: Bernard Randolph (bap. 1643, d. after 1689?), in: Oxford Dictionary of National Biography, Oxford University Press 2004ff. doi:10.1093/ref:odnb/23114